# Grubno
Grubno is een plaats in het Poolse district  Chełmiński, woiwodschap Koejavië-Pommeren. De plaats maakt deel uit van de gemeente Stolno en telt 594 inwoners.